# Hanshi
Hanshi (kanji: 範士 : hiragana: はんし) er den Højeste instruktør titel ( Shōgō (称号)  inden for japansk kamsport/kampkunst, som refererer til en seniorekspert, der anses for at være en "underviser af undervisere". Titlen er brugt i mange forskellige former for budo Man kan forsøge at opnå den hvis man har bestået Renshi og Kyushi instruktør graderne ofte omkring 7-8. dan. Hvilket betyder at det er en titel det tager mange år, og mange mislykkedes forsøg at opnå.

## Japanske titler
Kyoshi

Renshi

Sempai

Sensei

Shihan

Soke

|  | Denne artikel om et emne der relaterer til en personudførbar aktivitet kan blive bedre, hvis der indsættes et (bedre) billede. Du kan hjælpe ved at afsøge Wikimedia Commons for et passende billede eller lægge et op på Wikimedia Commons med en af de tilladte licenser og indsætte det i artiklen. |